# Omphalestra geraea
Omphalestra geraea är en fjärilsart som beskrevs av George Francis Hampson 1907. Omphalestra geraea ingår i släktet Omphalestra och familjen nattflyn. Inga underarter finns listade i Catalogue of Life.